# Честер (місто)
Че́стер (англ. Chester) — місто зі статусом сіті в Англії, центр унітарної одиниці Західний Чешир і Честер, у західній частині церемоніального графства Чешир, за 25 км на південний схід від Ліверпуля; вузлова станція багатьох залізниць, неподалік від гирла річки Ді. Кількість жителів — 91 тис. (2001).

## Історія
У давнину на місці Честера лежало місто корнавіїв Дева. За римських часів тут знаходився табір XX легіону. У середньовіччя місто, під назвою Caer-Legion або Caer-Leon, був столицею валлійського королівства Гвінед; у 835 році завойовано вессекським королем Егбертом і названо Laegceaster; упродовж цілого століття місто було головною фортецею на кордоні з Уельсом.
Середньовічні товсті стіни з червоного пісковика зведено у XIV столітті на місці римського валу. Головні вулиці висічені у скелястому ґрунті, внаслідок чого всі будівлі в Честері побудовані на колонах таким чином, що нижні поверхи утворюють відкриті для перехожих галереї (так звані Chester Rows).

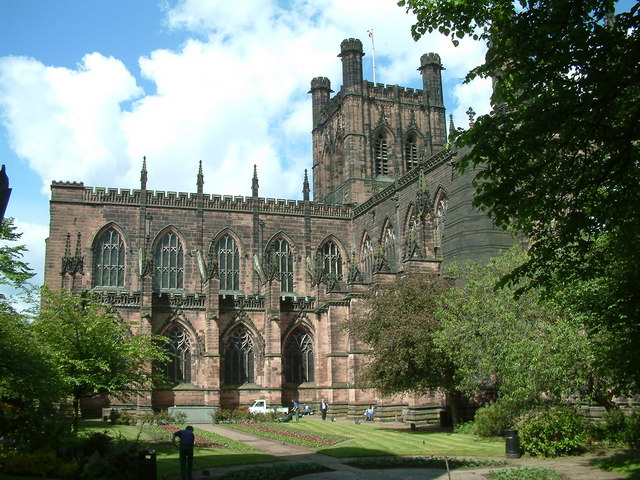
Честерський собор

На території міста розташований Честерський кафедральний собор у романсько-готичному стилі XIII–XVI століть побудови, центр англіканської єпархії Честер. Старий замок часів Вільгельма Завойовника перебудовано на будівлю судових місць та в'язниці.
У місті розвивались суднобудування, миловарне й хімічне виробництво. Внаслідок обміління річки Ді до моря проведено новий канал, яким на суднах у 300 тонн місткістю перевозяться твори графства (головним чином сири й товари Манчестеру й Бірмінгему).
На околицях міста знаходиться колишній маєток Гладстона, Гаварден.

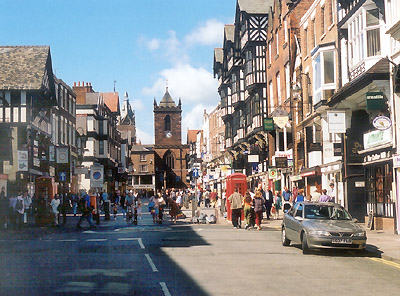
Честер, Англія (2002)

У коледжі Честера 19 квітня 1978 року відбувся перший концерт групи Dire Straits.
Честер був містом-графством до адміністративної реформи 1974 року, в ході якої було переформовано на район неметропольного графства, що проіснувало до 2009 року, коли відбулось об'єднання районів Честер, Елсмір Порт і Нестон, Валє Роял в унітарну одиницю, центром якої стало місто Честер.

## Міста-побратими
- Сан, Франція
- Льоррах, Німеччина
- Лейквуд, США
- Сенігаллія, Італія